# آتشدان (ابزار دینی)

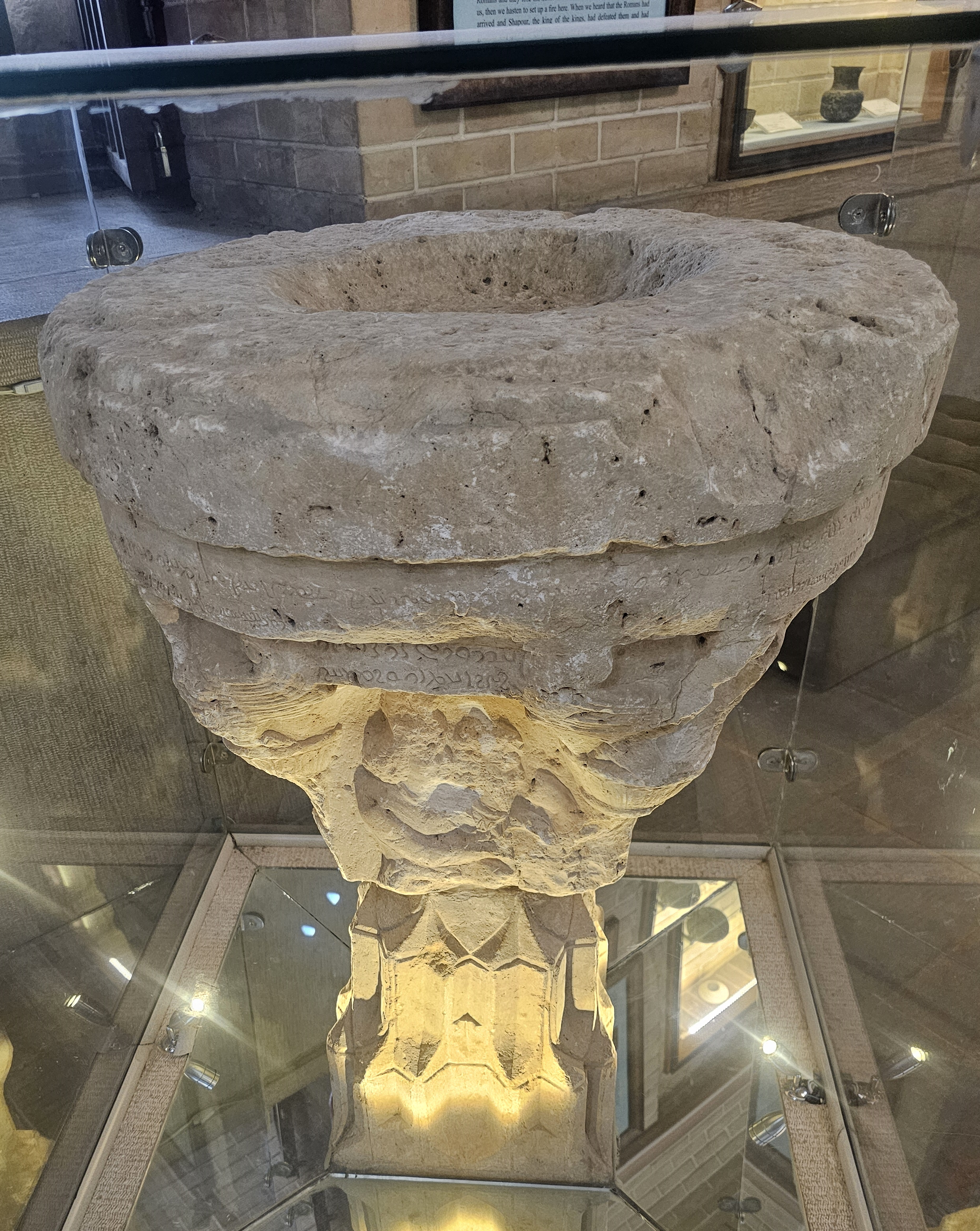
آتشدان اَبنوُن- با کتیبه پیروزی شاپور ساسانی بر امپراتور روم (موزه نارنجستان قوام شیراز)

آتشدان ظرف خاصی است که در آن آتش روشن کرده و اسپند و کندر و صندل و بخور بر آتش می‌نهند تا بوی خوش در هوا پراکنده شود. این ظرف را زرتشتیان آفرینگان نیز می‌نامند. در نامهٔ پهلوی داتستان دینیک فرگرد ۴۸، پارهٔ ۲۳ از یزشنه (به معنی ستایش و نیایش است) به جای آوردن، به دستیاری چند تن از پیشوایان با هم یاد گردیده که برخی از آنان اوستا سرایند، برخی آتشدان بیارایند، برخی به خدمت آب مقدس گماشته شده و برخی دیگر هم به نظم و اداره یزشنه پردازند.